# Ebikon
Ebikon är en ort och kommun i distriktet Luzern-Land i kantonen Luzern i Schweiz. Kommunen har 14 662 invånare (2023). Det är en förortskommun till Luzern.
En majoritet (87,5 %) av invånarna är tyskspråkiga (2014). 58,7 % är katoliker, 11,9 % är reformert kristna och 29,4 % tillhör en annan trosinriktning eller saknar en religiös tillhörighet (2014).